# 索尼Mavica系列

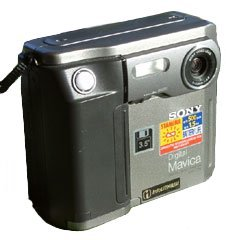
Mavica FD5，這系列的首部數碼相機

Mavica是Sony一種已停產的數碼相機品牌，在台灣的中文譯名“魔影佳”，於1981年8月問世。初期機種採用3.5英寸的軟磁碟作儲存媒體，解像度只有VGA的640×480，比現今照相手機的拍攝能力還要低，但在當年來說已是很好的解像度。後來的CD400、CD-500已採用8cm光碟為儲存媒介，在當時記憶卡價格高昂的時代，獲得不錯的評價。「Mavica」取名於英語「Magnetic　Video　Camera」的縮寫，意思就是「採用磁性儲存的錄像裝置」。一般人以為Mavica系列只有數碼數機，但其實這個系列最早期的產品，是一部於1981年生產的錄像機。而這系列的攝錄機後來亦改用CD作儲存裝置，而非磁性記錄裝置。
首部數位化的Mavica使用3.5英寸的磁碟作為儲存媒體，此功能令它們在北美大受歡迎。而後來所推出的Mavica也改良了不少，像素的提高、使用USB作為傳送介面和使用Memory Stick以提高儲存容量。而後來使用8cm直徑（大小與3.5英寸磁碟相若）的迷你CD-R/CD-RW的Mavica在功能上更加有提升，如設有10倍光學變焦鏡頭。
隨著Memory Stick記憶卡技術愈趨成熟，容量亦逐漸增加，相對使得採用CD-R/CD-DW的Mavica系列相機的體積看起來龐大許多。Mavica品牌最後的產品於2003年發表，之後市場上逐漸由Cybershot系列來取代其在數位相機市場的位置。

## 規格
是以小磁碟代替軟片，攝影部使用電荷耦合元件（CCD），周邊電路全部使用積體電路（IC）。

## Mavica系列產品

### 使用3.5"磁碟
- MVC-FD5（1997年下半年至1998年上半年推出，固定焦距鏡頭）
- MVC-FD7（1997年下半年至1998年上半年推出，10倍光學變焦鏡頭）
- MVC-FD75（10倍光學變焦鏡頭）
- MVC-FD73
- MVC-FD71（1998年中期推出，10倍光學變焦鏡頭）
- MVC-FD51（1998年中期推出，固定焦距鏡頭）
- MVC-FD87
- MVC-FD92
- MVC-FD83
- MVC-FD81
- MVC-FD85
- MVC-FD90
- MVC-FD91（14倍光學變焦鏡頭）
- MVC-FD92（8倍光學變焦，最大16倍變焦，首部同時支援3.5英寸磁碟與Memory Stick的Mavica相機）
- MVC-FD88
- MVC-FD95
- MVC-FD97（10倍光學變焦鏡頭，4倍速電腦磁盤和Memory Stick插槽，與MVC-CD1000相似）
- MVC-FD100（磁碟與Memory Stick）
- MVC-FD200（與上相同，但已有200萬像素，此機採用SONY自製鏡頭）

### 使用CD
- MVC-CD200
- MVC-CD250（此機採用SONY自製鏡頭）
- MVC-CD300
- MVC-CD350
- MVC-CD400（首部相機使用紅外線激光對焦）
- MVC-CD500（此機採用Carl Zeiss Vario-Sonnar鍍膜鏡頭）
- MVC-CD1000（除了使用CD-R外和MVC-FD97相同）

## 參看
- Microdrive
- 數碼相機列表